# 尾川昌法
尾川 昌法（おがわ まさのり、1937年1月22日 - ）は、日本の歴史学者。社団法人部落問題研究所理事・大阪民衆史研究会会長・元立命館大学非常勤講師。専門は日本近代史・社会運動史・部落史。
1963年立命館大学文学部史学科卒業。1967年同大学大学院文学研究科修士課程修了。同年桃山学院中学校・高等学校教諭となる。

## 論文
- 「平和擁護運動の提起」 『講座現代反体制運動史III 再生と発展』（青木書店、1960年）
- 「建国祭の成立-日本主義と民衆」 『立命館文学』509号（1988年）
- 「日本の民衆運動はどのような役割を果たしたか」 『争点日本の歴史第6巻』 （新人物往来社、1991年）
- 「高度経済成長の始まりと安保闘争」 『新修大阪市史第8巻』（1993年）
- 「水平運動はどのように展開されたか」 『新視点日本の歴史第6巻』（1993年）
- 「大正デモクラシーと水平運動」 『「自由主義史観」の本質』（部落問題研究所、1997年）
- 「部落解放と研究動向-「部落(民)アイデンティティ」論の幻想-」 『部落』51号（1999年）
- 「拡散する「部落差別」-「ケガレ意識本質論」への疑問-」 『部落』51号（1999年）
- 「人権擁護推進審議会答申批判と現代人権論 『部落問題研究』154号（2001年）
- 「日本主義の契機‐赤松・志賀論争について‐」 『大阪民衆史研究』49号（2001年）

著作
- 『人権のはじまり』部落問題研究所、2008年3月初版。2009年11月再版。